# Steve Jansen
Steve Jansen, artiestennaam voor Stephen Batt (Sydenham, 1 december 1959), is een Brits drummer.
Hij begon al op zijn elfde met gitaar spelen, leerde dat zich zelf aan. Hij kwam er achter dat als linkshandige de gitaar toch niet met meest voor de hand lag. Vanaf zijn vijftiende zat hij achter het drumstel. Hij was samen met broer David Sylvian (David Alan Batt), Mick Karn, Richard Barbieri en Rob Dean oprichters van de muziekgroep Japan. De band schoof met hun albums vanaf 1978 langzaam met hun muziek van glamrock naar de stijl van de New Romantics. Na het album Tin drum, dat bij Virgin Records verscheen, kwam het eind van de band. Onderlinge ruzies maakten een eind aan de band op het moment dat het succes aan de horizon gloorde. Na de opheffing van Japan speelden de leden nog wel met elkaar, maar eigenlijk niet meer in een vaste samenstelling. De bands The Dolphin Brothers (Jansen en Barbieri), Rain Tree Crow (Sylvian, Karn, Jansen, Barbieri) en Nine Horses (Jansen, Sylvian en Burnt Friedman) zijn daar voorbeelden van. In 1991 resulteerde al die los-vastverbintenissen in het platenlabel Medium Records.
Naast drummen is fotograferen zijn grootste hobby. Hij legde het leven in de band Japan vast en kon daarmee exposities vullen in Engeland en Japan waar de band reuze populair was. In oktober 2015 verscheen van hem het fotoboek Through a quiet window in Japan.

## Discografie

### Solo
- 2007 – Slope (Samadhi Sound)
- 2016 – Tender extinction
- 2017 – The extinct suite
- 2018 – Corridor

### met Japan
- 1977 – Adolescent sex (Hansa Records)
- 1978 – Obscure alternatives (Hansa Records)
- 1979 – Quiet life (Hansa Records)
- 1980 – Gentlemen take polaroids (Virgin records)
- 1981 – Tin drum (Virgin Records)
- 1983 – Oil on canvas (livealbum) (Virgin Records)

### met Rain Tree Crow
- 1991 – Rain tree crow (Virgin Records)

### met Jansen/Barbieri
- 1985 – Worlds in a small room (Pan East (UK) )
- 1991 – Stories across borders (Venture / Virgin)
- 1995 – Stone to flesh (Medium Productions)
- 1996 – Other worlds in a small room (Medium Productions)
- 2008 – Stranger Inside (Kscope)
- 2015 - Lumen (Kscope)

### met Jansen/Barbieri/Karn
- 1994 – Beginning to melt (Medium Productions)
- 1994 – Seed (Medium Productions)
- 1999 – ISM (Polydor / Medium)
- 2001 – Playing in a room with people (Medium Productions)

### met The Dolphin Brothers
- 1987 – Catch the fall (Virgin Records)
- 1987 – Face to face (Virgin Records)

### met Jakko M. Jakszyk
- 1994 – Kingdom of Dust (Resurgence)
- 1995 – Mustard Gas and Roses (Resurgence)

### met Jansen/Barbieri/Takemura
- 1997 – Changing hands (Medium Productions)

### with Yukihiro Takahashi
"Stay close" 12 inch EP  (Rime Records UK 1986)

### met Claudio Chianura
- 2001 - "Kinoapparatom"  (Medium Productions)

### met John Foxx/Steve D'Agostino/Ian Emes
- 2009 - "A secret life"  (Metamatic Records)

- Bibliothèque nationale de France: cb14047282z (data)
- Gemeinsame Normdatei: 134606078
- International Standard Name Identifier: 0000 0000 5516 4150
- Library of Congress Control Number: n2017044924
- MusicBrainz: 0b05fe28-8c92-479f-81f4-39ec41806af2
- Bibliotheek van het Japanse parlement: 001222086
- Virtual International Authority File: 19882422
- WorldCat: E39PBJgRRB8KXbT9WCPRWPjwG3